# Argiope tapinolobata
Argiope tapinolobata là một loài nhện trong họ Araneidae.
Loài này thuộc chi Argiope. Argiope tapinolobata được miêu tả năm 1997 bởi Bjørn.